# Гориса
Гориса (груз. გორისა) — село в Грузии, на территории Сачхерского муниципалитета края (мхаре) Имеретия.

## География
Село находится в центральной части Грузии, к югу от реки Квирилы, на расстоянии приблизительно 4 километров (по прямой) к юго-юго-востоку от города Сачхере, административного центра муниципалитета. Абсолютная высота — 813 метров над уровнем моря.

## Население
По результатам официальной переписи населения 2014 года, в Горисы проживало 1087 человек (566 мужчин и 521 женщина). В национальной структуре населения грузины составляли 100 %.
| Год  | Население, человек |
| ---- | ------------------ |
| 2002 | 1430               |
| 2014 | ↘ 1087             |